# Kolumbianische Davis-Cup-Mannschaft
Die kolumbianische Davis-Cup-Mannschaft ist die Tennisnationalmannschaft Kolumbiens. Der Davis Cup ist der wichtigste Wettbewerb für Nationalmannschaften im Herren-Tennis, analog zum Fed Cup bei den Damen.

## Geschichte
Seit 1959 nimmt Kolumbien am Davis Cup teil. Das beste Ergebnis erzielte die Mannschaft im Jahr 2010, als die Play-offs für die Weltgruppe erreicht wurden. Dort unterlag man jedoch den US-Amerikanern mit 1:3. Erfolgreichster Spieler ist Mauricio Hadad mit 35 Siegen, Rekordspieler Miguel Tobón mit 23 Teilnahmen innerhalb von 12 Jahren.